# Dragojla Jarnević
Karolina „Dragojla” Jarnević (ur. 4 stycznia 1812 w Karlovacu, zm. 12 marca 1875 tamże) – chorwacka pisarka, publicystka i nauczycielka.

## Życiorys
Pracowała jako nauczycielka na dworach szlacheckich w Grazu, Trieście i Wenecji. W 1840 roku powróciła w rodzinne strony i założyła pierwszą prywatną szkołę dla dziewcząt.
Pod wpływem pisarza Ivana Trnskiego zaprzestała tworzenia w języku niemieckim. Jej twórczość powstawała w duchu iliryzmu. W latach 1833–1847 pisała dziennik, który został pierwotnie i częściowo opublikowany w 1958 roku, a w całości w 2000 roku. W czasopiśmie Danica publikowała wiersze miłosne i patriotyczne. Pisała także artykuły o wychowaniu młodzieży. W 1843 roku wydała zbiór Domorodne poviesti. Jej powieść Dva pira zalicza się do pierwowzorów tzw. „powieści chorwackiej”.